# Theridion grandiosum
Theridion grandiosum là một loài nhện trong họ Theridiidae.
Loài này thuộc chi Theridion. Theridion grandiosum được Herbert Walter Levi miêu tả năm 1963.